# Mắt xích hận thù
So Wayree (tên tiếng Thái: โซ่เวรี, tiếng Việt: Mắt xích hận thù) là bộ phim truyền hình Thái Lan phát sóng vào năm 2020. Phim với sự tham gia của Hussawee Pakrapongpisan và Mookda Narinrak. Phim được phát sóng trên kênh Channel 7 (CH7) Thái Lan từ ngày 14 tháng 08 năm 2020 - khung giờ tối 8h20 thứ 6, thứ 7, Chủ nhật.

## Diễn viên
- Hussawee Pakrapongpisan as Prinoot / Prince (Parin)
- Mookda Narinrak as Paramita (Mitta)
- Baramita Sakornchan as Gaweena (Na) (bạn thân Mitta)
- Chanakan Poonsiriwong as Chanathip (Chen) (con riêng Chatchai & Nantawan, anh kế Parin)
- Sophonpas Wirojsangprateep as Gun Sawaysirit
- Kochakorn Songsangterm as Naphasiri (Pam) (người yêu Chanathip, kẻ gián tiếp hại Mitta)
- Khomkrit Duangsuwan as Dr. Traitot
- Varodom Khemmonta as Krirkpol
- Nirin Tumwattana (con gái Panita Pattanahirun) as Nong Pim (con gái Gun)
- Pakin Gaspari as Nick (sinh đôi - được Wasini nuôi dưỡng, con ruột Mitta)
- Flora Massaro as Rena (sinh đôi - được Wasini nuôi dưỡng, con ruột Mitta)
- Paradee Yoopasuk as Wasini (dì Mitta, nuôi dưỡng Nick & Rena)
- Sukol Sasijulaka as Paramin Isares (bố Mitta)
- Kanta Danao as Wichitra Isares (mẹ Mitta)
- Supranee Jayrinpon as Praphaporn (mẹ Parin)
- Sarut Vijittranon as Chatchai (bố Parin & Chanathip)
- Siripich Vimolnoch as Nantawan Sirimontra (vợ Chatchai, mẹ riêng Chanathip)
- Metanee Buranasiri as Bố Gaweena
- Panita Pattanahirun as Khun Ying Mai
- Penpeth Penkul as Than Thawi
- Thanya Rattanamalakul as Toyting
- Patthama Panthong as Mẹ Pam
- Pornsawan Sookjit as Janejira

## Ratings
- Trung bình: 5.95 (Nguồn: Ch7hd_dramasociety official Instagram)
  - Tập 1: 4.87
  - Tập 2: 4.56
  - Tập 3: 4.74
  - Tập 4: 4.81
  - Tập 5: 4.97
  - Tập 6: 5.1
  - Tập 7: 5.66
  - Tập 8: 6.29
  - Tập 9: 6.32
  - Tập 10: 6.28
  - Tập 11: 6.3
  - Tập 12: 7.16
  - Tập 13: 6.8
  - Tập 14: 7.24
  - Tập 15: 8.12 - End
- Rating tập cuối cao thứ 5 (cao thứ 3 khung Primetime) năm 2020, rating trung bình đứng thứ 4 (khung Primetime) của đài CH7 2020.

## Ca khúc nhạc phim
- เจ็บแค่ไหนก็ยังรักอยู่ (Jep Kae Nai Gor Yung Ruk Yoo) / However Much It Hurts, I Still Love You - Fymme Bongkot
- คนนี้คนเดียว (Kon Nee Kon Diew) / Just Only You - Sirasak Ittipolpanich
- เจ็บแค่ไหนก็ยังรักอยู่ (Jep Kae Nai Gor Yung Ruk Yoo) / However Much It Hurts, I Still Love You - Worakarn Rojjanawat
- เพื่อเธอตลอดไป (Peua Tur Dtalaut Bpai) / For you forever - Sukda Puttasrima (ep 6)
- รักไม่ยอมเปลี่ยนแปลง (Ruk Mai Yaum Plien Plang) / Love that does not change - Tik Shiro (ep 7)

## Thực hiện phần 2
Mick Tongraya, Pupe Kessarin và Preaw Tussaneeya sẽ là dàn chính của Buang Wimala (cốt sau So Wayree). Bên cạnh đó cặp đôi Kem-Mookda cũng sẽ trở lại trong phần này. Nhà sản xuất Nino Brothers phụ trách.
Gun Sawaysirit, bạn thân của Parin trong phần 1 và từng theo đuổi Mitra, sẽ trở lại với câu chuyện của riêng mình. Wimala là em gái cùng cha khác mẹ của Parin và Chanathip. Sau sự kiện ở phần 1, quyền hành của ông Chatchai bị thu lại hoàn toàn nên ông không còn khả năng chu cấp cho Wimala. Thêm vào đó, mẹ Wimala vì tham gia vào việc đánh cắp tài liệu của khách sạn nhà Mitra nên bị đi tù. Wimala đứng trước quyết định khó khăn khi bị mẹ bắt phải nghe theo lệnh vợ cũ nam chính Gun. Cô bắt buộc phải tìm được tài liệu bí mật có thể khiến Gun trao lại quyền nuôi con cho vợ cũ.